# سيليا خيمينيز ديلغادو
سيليا خيمينيز ديلغادو (بالإسبانية: Celia Jiménez)‏ (20 يونيو 1995 بألكاوديتي في إسبانيا - ) هي لاعبة كرة قدم إسبانية في مركز نصف الجناح. لعبت مع نادي إشبيلية للسيدات.

## وصلات خارجية
- سيليا خيمينيز ديلغادو على موقع الاتحاد الدولي (مؤرشف)  (الإنجليزية)
- سيليا خيمينيز ديلغادو على موقع الاتحاد الأوربي (الإنجليزية)
- سيليا خيمينيز ديلغادو على موقع قاعدة بيانات كرة القدم.إي يو (الإنجليزية)
- سيليا خيمينيز ديلغادو على موقع قاعدة بيانات كرة القدم.إي يو (الإنجليزية)
- سيليا خيمينيز ديلغادو على موقع Soccerway.com (الإنجليزية)
- سيليا خيمينيز ديلغادو على موقع عالم كرة القدم.نت (الإنجليزية)